# Capitol Center
Capitol Center je neboder koji se nalazi u Columbiji, glavnom gradu američke savezne države Južne Karoline. Sa 106 metara visine je najviša zgrada u Južnoj Karolini. Zgrada ima 25 katova te se koristi za poslovne prostore, preciznije u Capitol Centeru je oko 400 ureda u kojima je zaposleno oko 2.000 ljudi. Također, unutar zgrade je izgrađeno parkiralište s parkirnim prostorom za više od 1.000 vozila.
Izgradnja nebodera je započela 1985. na mjestu hotela Wade Hampton koji su urušio. Tijekom same izgradnje, guvernerski kandidat Carroll Campbell je uspješno koristio činjenicu da je izgradnju dijelomično financirala država Južna Karolina za primjer prekomjerne državne potrošnje.

## Vanjske poveznice
- Emporis.com
- SkyScraperPage.com